# Edward Newton

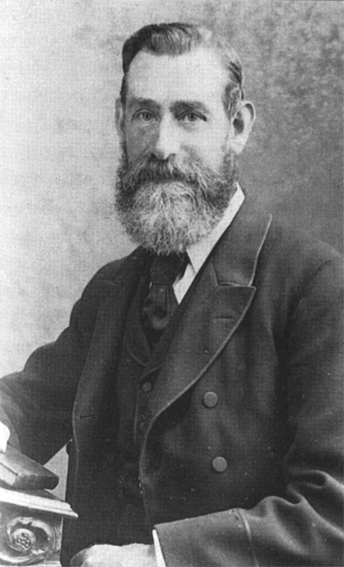
Edward Newton

Sir Edward Newton KCMG (* November 1832; † 25. April 1897) war ein britischer Kolonial-Administrator und Ornithologe. Er war der Bruder von Alfred Newton. Mit dem Künstler und Fotograf John Edward Newton ist er nicht verwandt.
Als Kolonialverwalter wirkte er von 1859 bis 1877 auf Mauritius. Von dort aus sendete er seinem Bruder verschiedene Exemplare diverser Vögel, unter anderem die bereits ausgestorbenen Dodo (Dronte) und Rodrigues-Solitär.
Der Madagaskarfalke (Falco newtoni) ist in seiner lateinischen Bezeichnung nach ihm benannt.